# サイオン・iM
iM（アイエム）はトヨタ自動車がサイオンブランドとして製造・販売していたハッチバック型乗用車である。また、2016年にブランド廃止に伴いトヨタ・カローラiMに改称される。